# Turdulisoma
Turdulisoma es un género de miriápodos cordeumátidos de la familia Haplobainosomatidae. Sus 3 especies reconocidas son endémicas de la mitad oeste de la península ibérica (España y Portugal).

## Especies
Se reconocen las siguientes:
- Turdulisoma galiciense Mauriès, 2014
- Turdulisoma helenreadae Mauriès, 2014
- Turdulisoma turdulorum Mauriès, 1964